# Leamington (Utah)
Pour les articles homonymes, voir Leamington.
Leamington est une municipalité américaine située dans le comté de Millard en Utah.
Lors du recensement de 2010, sa population est de 226 habitants. La municipalité s'étend alors sur une superficie de 1,55 mille carré (4,01 km2).
Leamington est située sur la Sevier. Fondée entre 1871 et 1873, elle doit son nom à la ville anglaise de Leamington,.